# Scoop DeVille
Scoop DeVille, pseudonimo di Elijah Blue Molina (15 ottobre 1987), è un produttore discografico statunitense.
Nel corso della sua carriera ha collaborato soprattutto con esponenti del mondo hip hop: tra questi Snoop Dogg, Kendrick Lamar, 50 Cent, Busta Rhymes, Fat Joe, Baby Bash e The Game.